# Fenomeno celeste di Norimberga

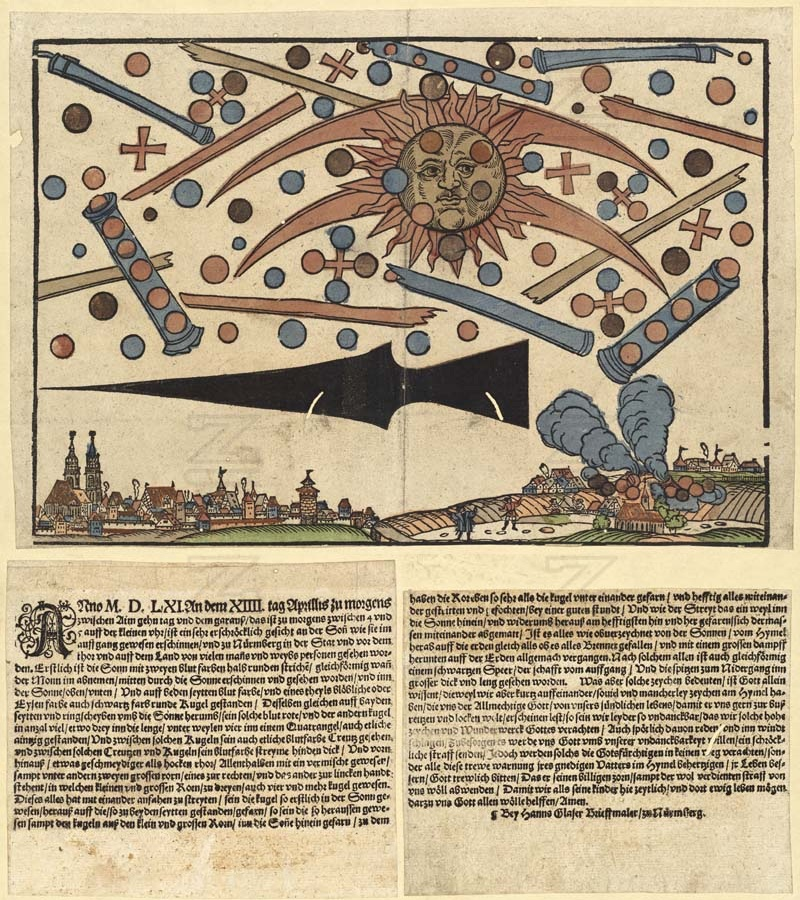
L'incisione di Hans Glaser del 1561, Wickiana, Biblioteca Centrale di Zurigo.

Il fenomeno celeste di Norimberga è un evento naturale, probabilmente un parelio, che, interpretando un'incisione realizzata all'epoca dal tipografo Hans Glaser, potrebbe essere accaduto a Norimberga all'alba del 14 aprile 1561.

## L'incisione di Glaser
L'incisione rappresenta il Sole contornato da due grandi archi semicircolari, tipici del fenomeno naturale del parelio, un fenomeno ottico atmosferico causato dalla rifrazione della luce solare da parte di piccoli cristalli di ghiaccio sospesi nell'atmosfera, e diverse figure simboliche, tra cui dei cannoni con le relative palle da essi sparate. Sotto l'incisione è riportato un testo che descrive l'immagine. Nella prima parte Glaser racconta ciò che sarebbe accaduto riferendo di una terribile apparizione vista da numerosi uomini e donne dentro e fuori le porte della città: all'inizio il Sole apparve contornato da due archi color rosso sangue, poi apparvero anche delle croci e delle strisce che iniziarono a spostarsi e a combattere tra di loro, infine apparve qualcosa di simile ad una grossa lancia nera. Nella seconda parte del testo Glaser afferma che solo Dio sa il significato di ciò che è apparso in cielo ed ammonisce i suoi lettori a non ignorare questi segni divini, invitandoli al pentimento.
Tale testo non va interpretato in modo letterale, ma tenendo conto che le pubblicazioni dell'epoca erano spesso di stampo teologico e allegorico e non avevano la finalità di riportare i fatti in modo aderente alla realtà. Elementi come la lancia, il fuoco, il colore rosso sangue, le croci sanguinanti e i riferimenti al campo di battaglia e all'avvertimento divino sono tutti ricorrenti in opere che rappresentano battaglie celesti tra eserciti di fantasmi, motivo tipico dell'arte ebraico-cristiana dell'epoca.

## Le teorie pseudoscientifiche degli ufologi
L'incisione di Glaser è stata oggetto di speculazioni nell'ambito delle teorie del complotto sugli UFO.

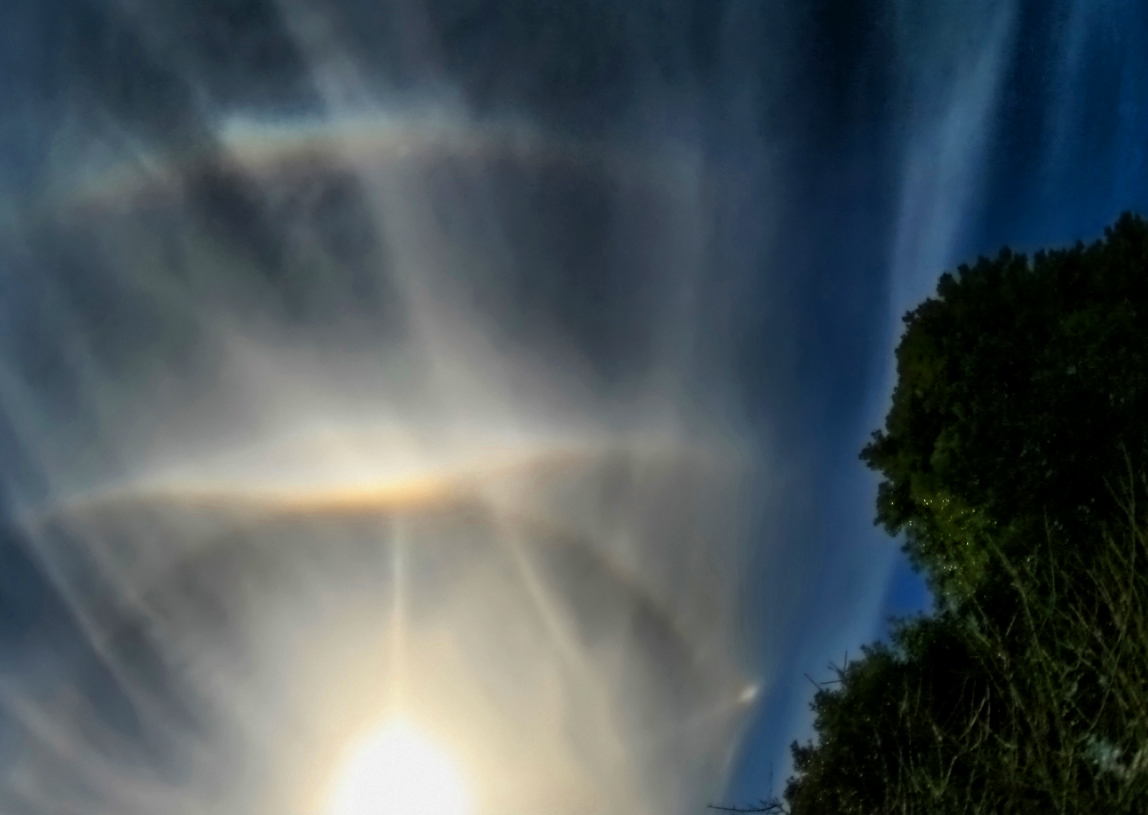
Il fenomeno naturale del parelio.

Nel 1958 lo psicanalista Carl Gustav Jung citò il caso di Norimberga, assieme al fenomeno celeste di Basilea del 1566, nel saggio psicanalitico dedicato al tema dell'ufologia Ein moderner Mythus: Von Dingen, die am Himmel gesehen werden ("Un mito moderno. Le cose che si vedono nel cielo"). Successivamente il caso è stato citato molto spesso, senza essere compreso, nella letteratura ufologica. Nell'ambito di tali teorie pseudoscientifiche l'incisione di Hanns Glaser rappresenterebbe un insieme di oggetti volanti di varie forme che avrebbero ingaggiato una sorta di combattimento durato un'ora e che sarebbe terminato con la precipitazione al suolo di diversi oggetti, alla periferia della città, causando un incendio. Tale interpretazione è priva di fondamento sia storico che scientifico.